# Chevrolet Lumina APV
Chevrolet Lumina APV – samochód osobowy typu minivan klasy średniej produkowany pod amerykańską marką Chevrolet w latach 1989 – 1996.

## Historia i opis modelu

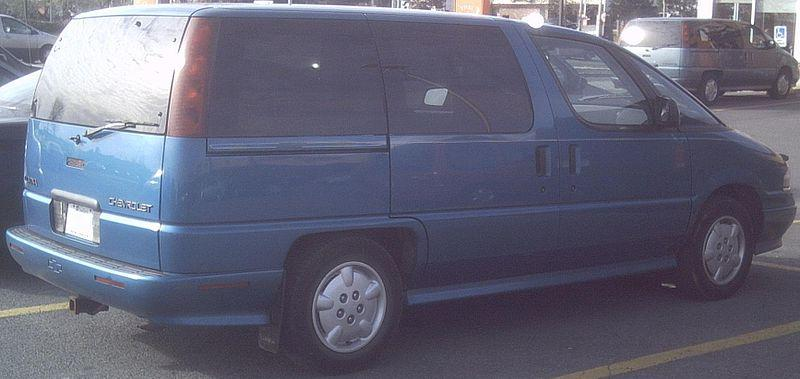
Chevrolet Lumina APV - tył

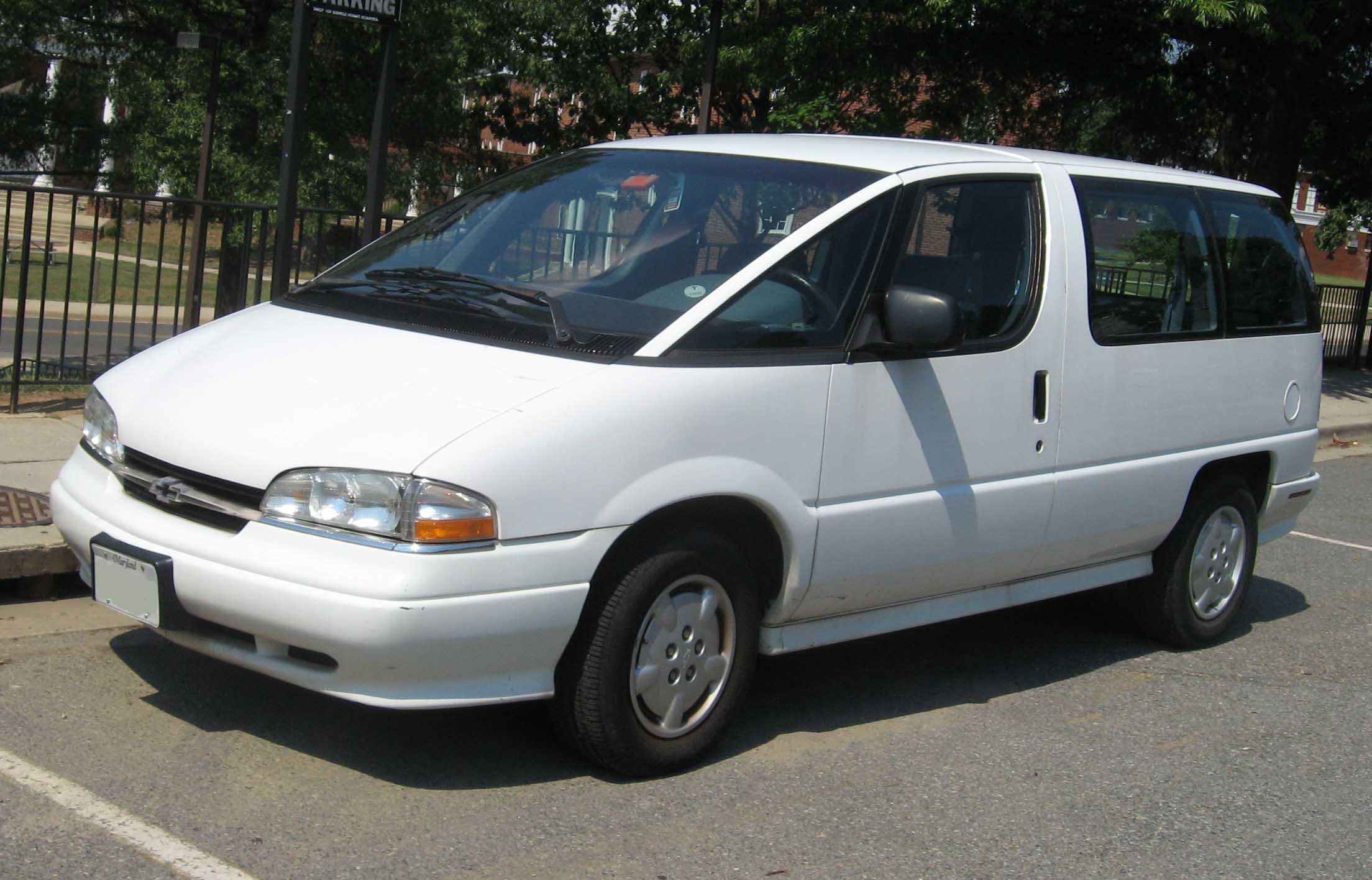
Chevrolet Lumina APV po liftingu

Pod koniec lat 80. XX wieku Chevrolet poszerzył swoją ofertę o dużego, rodzinnego vana zbudowanego we współpracy z innymi markami General Motors. W porównaniu do modeli Oldsmobile'a i Pontiaka, Lumina APV wyróżniała się innymi oznaczeniami producenta i najbardziej przystępną ceną.
Podobnie jak Oldsmobile Silhouette i Pontiac Trans Sport, minivan Chevroleta wyróżniał się dużym, jednobryłowym nadwoziem ze ściętą maską i dużą powierzchnią szyb. Tylne, odsuwane drzwi znajdowały się tylko po jednej stronie pojazdu.

### Lifting
W 1993 roku Chevrolet Lumina APV razem z bliźniaczym Pontiakiem Trans Sport przeszedł obszerną restylizację nadwozia, w ramach której zmieniono głównie kontrowersyjną bryłę nadwozia.
Przestało ono być jednobryłowe za zasługą mniej ściętej maski, a także zmodyfikowanego kształtu wyżej umieszczonych reflektorów. Charakterystyczną cechą stała się duża atrapa chłodnicy podzielona na pół chromowaną poprzeczką z logo producenta.
Produkcja Luminy APV zakończyła się w 1996 roku na rzecz nowej generacji vana General Motors, który otrzymał inną nazwę – Chevrolet Venture.

### Wersje wyposażeniowe
- Base
- CL

### Silniki
- V6 3.1l LG2
- V6 3.4l LA1
- V6 3.8l L27